# Ryngold
Ryngold, znany również jako Ringelt i Roman  – mityczny wódz, według XVI-wiecznej kroniki miał być pierwszym wielkim księciem litewskim; ojcem Dowsprunka i Mendoga. Brak jednak jakichkolwiek wiarygodnych źródeł o ojcu Mendoga. Według Livländische Reimchronik ojciec Mendoga miał być potężnym królem (könig groß), ale nie został wymieniony z imienia.
Ryngold, syn bliżej nieznanego Algimantasa, został wymieniony w drugiej redakcji Litewskiej Kroniki sporządzonej około roku 1515, jednak bez historycznego kontekstu.